# 道本语
道本语:17（ˈtoki ˈpona讀音ⓘ）是一门结合哲学语言和艺术语言特点的人造语言，以词汇量极小、简单易学而闻名。它由加拿大语言学家、翻译员索尼娅·朗创造，用于简化思想和交流。道本语2001年在网上发布了初稿，2014年在《道本语：好的语言》（英語：Toki Pona: The Language of Good）一书中完整发布；2021年7月，索尼娅·朗又根据社群使用道本语的情况发布了《道本语词典》（英語：Toki Pona Dictionary）。
道本语是种孤立语，只有14个音位，以极简主义为基本特征。它专注于简单的、近乎普世皆有的概念，用极少的词语最大限度地表达。《道本语：好的语言》有120个词（另有3个“同义词”，各自与120词中的一个词同义），《道本语词典》则包含137个“基本”词和一些不太常用的词。不过，索尼娅·朗并不是把它当成国际辅助语设计的。道本语一定程度上受道家哲学的启发，试图帮助使用者注重基本事物，促进积极思考。尽管词汇很少，但使用者可以依靠上下文和词组表达更具体的含义，因此亦可相互理解、交流。
2000年代初，道本语使用者形成了小型社群，主要活动在网络聊天室、社交媒体和其他在线小组，同时也组织了线下集会。

## 名称
（意为“语言”）来自托克皮辛语，（意为“好”或“简单”）来自世界语。因此，可以理解为“好的语言”，也可以理解为“简单的语言”。

## 设计目标
为了在重性抑郁疾患期间简化自己的思想，加拿大语言学家索尼娅·朗创制了道本语。她在《道本语：好的语言》中称，道本语是她“在120个单词中理解生活意义的哲学尝试”。
道本语以极简主义为主要目标之一，旨在用简单的形式表达丰富的含义，像皮钦语一样注重那些几乎普世通用的简单概念和元素。道本语单词数目很少，音位也只有14个。如此少的音位是为了使讲各种语言的人都容易发音。
道本语的另一个目标，是把复杂的概念分解成基本元素，帮助使用者关注事物的本质。这一目标受到了道家哲学的启发。将简单的概念用简单的方式组合到一起，可以建立起更复杂的想法；这门语言的使用者也能由此看到，自己要表达的想法有什么基本性质，又会造成什么影响。
道本语也依照萨丕尔-沃尔夫假说（人的思维和行事方式受语言影响）设计，以引起使用者的积极思考；它还希望使用者们关心当下，关注周围环境和人们使用的词汇。索尼娅·朗说，她希望这种语言“又有趣，又可爱”。
虽然索尼娅·朗无意把道本语当作一门国际辅助语，但是也有全球性的网络社区用道本语交流。

## 历史
2001年8月8日，索尼娅·朗在网上发布了道本语的早期版本，很快它就受到了关注。早期的活动在雅虎群组中进行。该群组的成员用英语、道本语、世界语讨论这门语言，提出修改意见，谈论tokipona.org上的资源。这一群组最多有500多名成员，其中的消息存档在由phpBB驱动的道本语论坛上。2014年，索尼娅·朗发布了她的第一本关于道本语的书，《道本语：好的语言》（英語：Toki Pona: The Language of Good）。书中收录了120个单词，另有3个和其他单词同义的词。2016年，此书出版法语版。
|                                   | 我希望在这本书中，以完整形式展现这门语言。这就是我使用道本语的方式。 |
| ——索尼娅·朗，《道本语：好的语言》 |                                                                      |

2007年，道本语首次申请ISO 639-3代码，但在次年被拒，审批者回应称这门语言“历史太短”。2017年提出了第二次申请，又于次年被拒，因为这门语言“似乎没有用于多种领域，也未被包含所有年龄段的社区用于交流”。第三次申请于2021年8月提出，2022年1月通过；道本语获得了ISO 639-3代码“tok”。
道本语是一些科学工作的主题，亦被用于人工智能和软件工具。有疗法让病人通过道本语了解自己的想法，借此去除消极的思绪。2010年，机器人交互语言计划的第一版词汇表选用了道本语。这项研究旨在调查人为语言的语音识别准确性，加以调整的道本语在研究中的表现显著优于英语。
2015年，YouTube博主上传了影响广泛的系列视频《12天学会道本语》（12 days of ）。sitelen sitelen的创制者乔纳森·盖贝尔推荐大家用它学习道本语，说它非常易懂。
2021年，索尼娅·朗发布了《道本语词典》。这是一部全面的道本语-英语双向词典，包含11000多个词条，详细介绍了她通过民意调查收集到的道本语使用状况。相关民意调查在Discord服务器上举行了几个月。此书介绍了120个《道本语：好的语言》中原有的词汇和16个（主要的词典词），这些词都由超过40%的受访者提供；还介绍了45个使用得不那么广泛的词，称作（不太重要的词典单词）。
2024年，索尼娅·朗发布了《绿野仙踪（道本语版）》。这本书用写成，是名为的系列绘本中的第一部，由埃文·达姆绘制插图。

## 语音

### 概览
道本语有/p, t, k, s, m, n, l, j, w/这九个辅音、/a, e, i, o, u/这五个元音，一共14个音位。重音都在单词的第一个音节，重读音节的响度、长度、音高均比非重读音节更高。道本语没有双元音和元音间隙，没有依元音长度或声调区分的最小对立体，复辅音也只出现在以鼻音为音节尾的音节与下一个音节之间。道本语的音位种类和语音组合法与各种语言大多可以兼容，因此容易掌握。

|        | 唇 | 舌冠 | 舌背 |
| ------ | -- | ---- | ---- |
| 鼻音   | m  | n    |      |
| 塞音   | p  | t    | k    |
| 擦音   |    | s    |      |
| 近音   | w  |      | j    |
| 边近音 |    | l    |      |

|        | 前 | 後 |
| ------ | -- | -- |
| 闭元音 | i  | u  |
| 中元音 | e  | o  |
| 开元音 | a  | a  |

### 分布情况
道本语中各元音出现频率之比比较典型。如果每个词根算一次，那么元音中/a/占32%，/i/占25%，/e/和/o/各占15%多一点，/u/占10%。根据一项样本大小为10 kB的估测，文本中的元音使用频率更不均匀：/a/占34%，/i/占30%，/e/和/o/各占15%，/u/占6%。
音节首的辅音中，占比最多的是/l/，占20%。/k/、/s/、/p/占比也都超过10%，鼻音/m/、/n/占比更少。占比最少的是/t/、/w/、/j/，仅各占略多于5%。/l/的占比如此之高、/t/的占比如此之低，在世界上的各个语种中不太寻常。

### 音节结构和语音组合法
道本语的音节结构是“(C)V(N)”，也就是“辅音（可选）+元音+鼻音（可选）”，或者说“V或CV或VN或CVN”。不在词首的音节，必须以辅音开始。其中“CV”型音节最常见，和大部分语种一样。这类音节占比为75%（每个词根算一次）；“V”型、“CVN”型音节各占10%左右；“VN”型音节占比为2%，只出现在5个单词中。
道本语的词根有70%是双音节的，20%左右是单音节的，10%是三音节的。这种分布很常见，类似波利尼西亚诸语。
道本语中，元音都能自成音节，在“CV”型音节中，只有
/ji/、/wu/、/wo/、/ti/是不合法的；每个合法的“V”型“CV”型音节，后面都能加上鼻音。一个词根中，不能有两个元音相邻，也不能有两个鼻音相邻。
|    | -a | -an | -e | -en | -i | -in | -o | -on | -u | -un |
| -- | -- | --- | -- | --- | -- | --- | -- | --- | -- | --- |
| ∅- | a  | an  | e  | en  | i  | in  | o  | on  | u  | un  |
| p- | pa | pan | pe | pen | pi | pin | po | pon | pu | pun |
| t- | ta | tan | te | ten |    |     | to | ton | tu | tun |
| k- | ka | kan | ke | ken | ki | kin | ko | kon | ku | kun |
| m- | ma | man | me | men | mi | min | mo | mon | mu | mun |
| n- | na | nan | ne | nen | ni | nin | no | non | nu | nun |
| s- | sa | san | se | sen | si | sin | so | son | su | sun |
| l- | la | lan | le | len | li | lin | lo | lon | lu | lun |
| w- | wa | wan | we | wen | wi | win |    |     |    |     |
| j- | ja | jan | je | jen |    |     | jo | jon | ju | jun |

### 音位变体
音节尾的鼻音读成任何一种鼻音都可以，不过一般会和后面的辅音同化。也就是说，这个鼻音一般在/t/、/s/、/l/前面读[n]，在/p/、/w/前面读[m]，在/k/前面读[ŋ]，在/j/前面读[ɲ]。
道本语音位很少，因此对同位异音的限制较为宽松。例如，/p t k/可以读作[b d ɡ]或者[p t k]，/s/可以读成[z]、[ʃ]或[s]，/l/可以读成[ɾ]或[l]。

## 语法
道本语是一种完全的孤立语，没有任何变格、动词变位等屈折变化。因此，道本语中一个词根就是一个单词。道本语的语序为“主语-动词-宾语”，单词用在谓语开头，用在直接宾语开头，前置词短语放在賓語之后。还可以在主语前使用以结尾的短语来表达有关语境的额外信息。
除了这些语法词之外，大部分单词并不固定属于某一词类。一个单词是用作名词、动词、修饰语还是感叹词，可以根据上下文或者这个词在短语中的位置判断。例如，可以表示“他们吃了”或者“它是食物”。

### 句法
道本语的句子包括以下四种类型：单个感叹词构成的句子、陈述句、祈愿／祈使句、疑问句。
像、这样的感叹词，可以独立成句。
和大多数语言一样，陈述句中主语在前，谓语在后；句首可以加上以结尾的短语以表明语境。谓语以开头，但或单独作主语时除外。直接宾语以开头。一个主语带多个谓语时可以使用多个以开头的短语，一个动词带多个宾语时可以使用多个以开头的短语。放在名词后可以构成呼格短语。呼格短语位于主语之前，用于表明所称呼者是谁。
可以放在句首，后面直接跟不带的谓语，表示祈使。放在主语后代替则表达祈愿。
把要问的内容换成疑问词，即构成疑问代词问句。是非问句有两种表示方式：第一种方式是用“动词  动词”代替动词；这里所说的“动词”指的是谓语开头的第一个词，包括助动词和名词。第二种方式是在句尾加上（直译：「或者什么」）。此外，有些道本语使用者不使用这两种方法，而是只用语调区分是非问句和陈述句；索尼娅·朗并不推荐将其作为构成是非问句的主要方式。

### 代词
道本语有3个人称代词：第一人称代词、第二人称代词、第三人称代词。这些代词都不分单复数和性别。此外还有指示代词（这／那）。

### 名词
道本语词根极少，表达较为复杂的含义时，往往使用名词短语。名词短语中的修饰语放在中心语之后；比如，（人）加上（好的）就是（朋友）。 
道本语的名词不分单数或复数。不同情境下，可以表示“人”、“人们”、“人类”或“某个人”。

#### 对专有名词的语法处理
道本语中的专有名词只能做修饰语，不能作为中心词单独存在。因此，称之为“专有形容词”或者“专有词”而非“专有名词”，可能更为合适。例如，人名和地名出现时要用作“人”和“地”这种普通名词的修饰语，“加拿大”和“丽莎”要说成（直译为“加拿大土地”）和（直译为“丽莎人”）。

### 修饰语
道本语的短语是中心词前置的，修饰语总是位于被修饰的词语后面。例如，意为“动物”，意为“争斗”，那么根据这条语法规则，是“争斗的动物”，是“动物的争斗”。
如果还有第二个修饰词，它就把前面的内容作为一个整体来修饰。在这个短语里，修饰前面的所有词。因此这个短语应该分析成(() )，意为“在看东西的朋友”；不能分析成( ())，意为“好看的人”。
助词放在中心语之后、修饰语之前，用来将后面的修饰语组合成另一个短语，这个短语作为一个整体再来修饰中心语。比如，想表达上一段提到的“好看的人”，可以说成。这里修饰，而作为一个整体修饰。
指示词、数词、物主代词和其他修饰语一样，也位于中心词之后。

### 动词
道本语的动词没有任何人称、时态、语气、语态等屈折变化。人称可以靠动词的主语表示，时间可以通过上下文或句中的时间状语表示。介词也可以用在谓语中替代常规的动词。

## 词汇
根据统计标准的不同，道本语约有120—137个词。每个词都是多义词，可以表示一系列相近的概念。例如，除了表示“大的”“长的”，还可以表示“重要的”。词语的具体涵义非常依赖于上下文；将词语组合起来，可以表达更复杂的概念。字面意思是“好的／友善的人”，可以表示“朋友”；字面意思是“傻气的液体”，可以根据上下文翻译成“酒”或“酒精”。“教育”可以译成，直译为“给予知识”。同一个概念，不同的人也可以根据自己的见解和经验，用不同的字句描述。

### 颜色词

很多颜色可以用减色法表示

道本语有五个表示颜色的词：（黑）、（白）、（红）、（黄）、（蓝或绿）。一些常见于西方语言的颜色词，道本语中并不存在；但是使用者也可以将这五个词相互结合，以对颜色作出更细致的区分。例如，想要表达“紫色”，可以结合和。字面含义为“带些红色的蓝色”，字面含义为“带些蓝色的红色”。

### 数词
道本语中，意为“一”，意为“二”，意为“多”。另外，原义为“没有”，但也可以表示“零”；原义为“所有”，但也可以表示“无穷”或非常大的数。
最简单的数字系统只用这五个词表示一切数目，把任何大于二的数都用表示。
复杂一些的数字系统将这些数词结合起来表示更大的数。例如，表示“三”，表示“四”。即便如此，很大的数也不便表达；这是有意为之的。这一系统中，（直译：「手」）表示“五”，（直译：「多」）表示“二十”，（直译：「所有」）表示“百”。就是102，就是78。

### 专有名词
道本语通常把专有名词转换成符合自身音系的专有形容词。这种转换以当地发音为基础，甚至可以接受口语化的发音。比如，“多伦多（Toronto）”转为，“约翰（John）”转为。

### 词根发展史

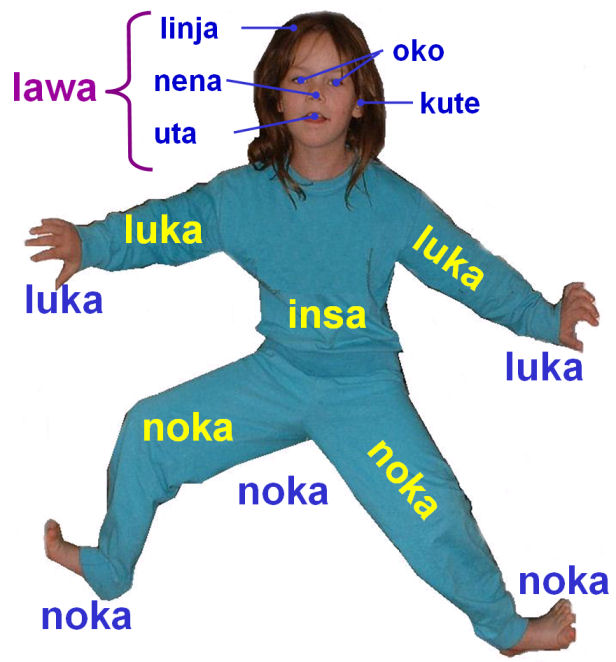
道本语中的身体部位。oko、uta、lawa、luka、noka都来自斯拉夫语族的塞尔维亚-克罗地亚语

一些单词有已经弃用的同义词。比如，在道本语发展的早期取代了（突起），原因不明。之后，代词取代了（他/她/它/他们/她们/它们）；后者容易与（坏）混淆。
与此类似的是，后加入的单词可用于替代（所有），这样可以避免后者由于非重读音节中的元音弱化与（不、没有）混淆。两种形式现在都有人使用。
最初意为“眼睛”，则是动词“看”。在《道本语：好的语言》中，前者被并入后者，成为可选的同义词。
也有一些单词直接从词汇表里删除了，例如（方块、楼梯）、（怪物、恐惧）、（老的）、（切开）、（兄弟姐妹）。这些词没有列入《道本语：好的语言》，被视为陈旧词汇。然而，、在道本语社群中仍有不少人使用，于是索尼娅·朗后来在《道本语词典》中重新列入了这些单词，把它们置于部分。:22
除了和这两个取代了原有词根的词根，还有几个词根被加进了最初的118个词根中：（谷物、面包、意大利面、米饭）、（市场、商店、交易）、（狩猎、搜集）；还有（额外的、附加的、香料），它是（新的、新鲜的）的同义词。

### 词源

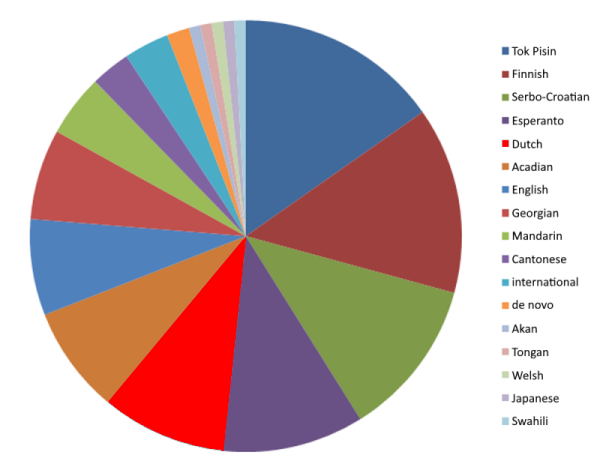
道本语词根的来源语言（不含陈旧词根）

道本语的词根主要来自英语、托克皮辛语、芬兰语、格鲁吉亚语、荷兰语、阿卡迪亚法语、世界语、塞尔维亚-克罗地亚语，也有一些来自汉语（包括官话和广州话）。
很多词根的来源显而易见。（言语、语言）近似于托克皮辛语的，也近似于后者的词源——英语的talk；（好的、积极的）来自世界语。但是，道本语简单的音系也让一些单词与源语言中的读音相比发音大改，难以看出来源。（睡觉、休息）来自荷蘭語，后者又与英语的sleep同源；（用）来自荷兰语的变形；（蜥蜴、两栖动物）来自荷兰语，这就更难辨认了。（ti在道本语中不是合法音节，于是荷兰语的di到道本语里变成了si。）
虽然只有14个词根（12%）被列为来自英语的词，但是一些来自托克皮辛语、世界语等语言的词根也与英语中的对应单词同源。因此，道本语词汇中易于英语使用者理解的大概有30%。来自其他语言的单词占比为：托克皮辛语15%，芬兰语14%，世界语14%，塞尔维亚-克罗地亚语12%，阿卡迪亚法语10%，荷兰语9%，格鲁吉亚语8%，官话5%，广州话3%。来自威尔士语、汤加语、契维语的词根各有一个，另有一个来源不详的词根。有四个词根是通过语音象征创造的，其中两个亦见于英语，一个亦见于日语，还有一个是索尼娅·朗自行创造的。助词也是索尼娅·朗自行创造的。

## 书写系统

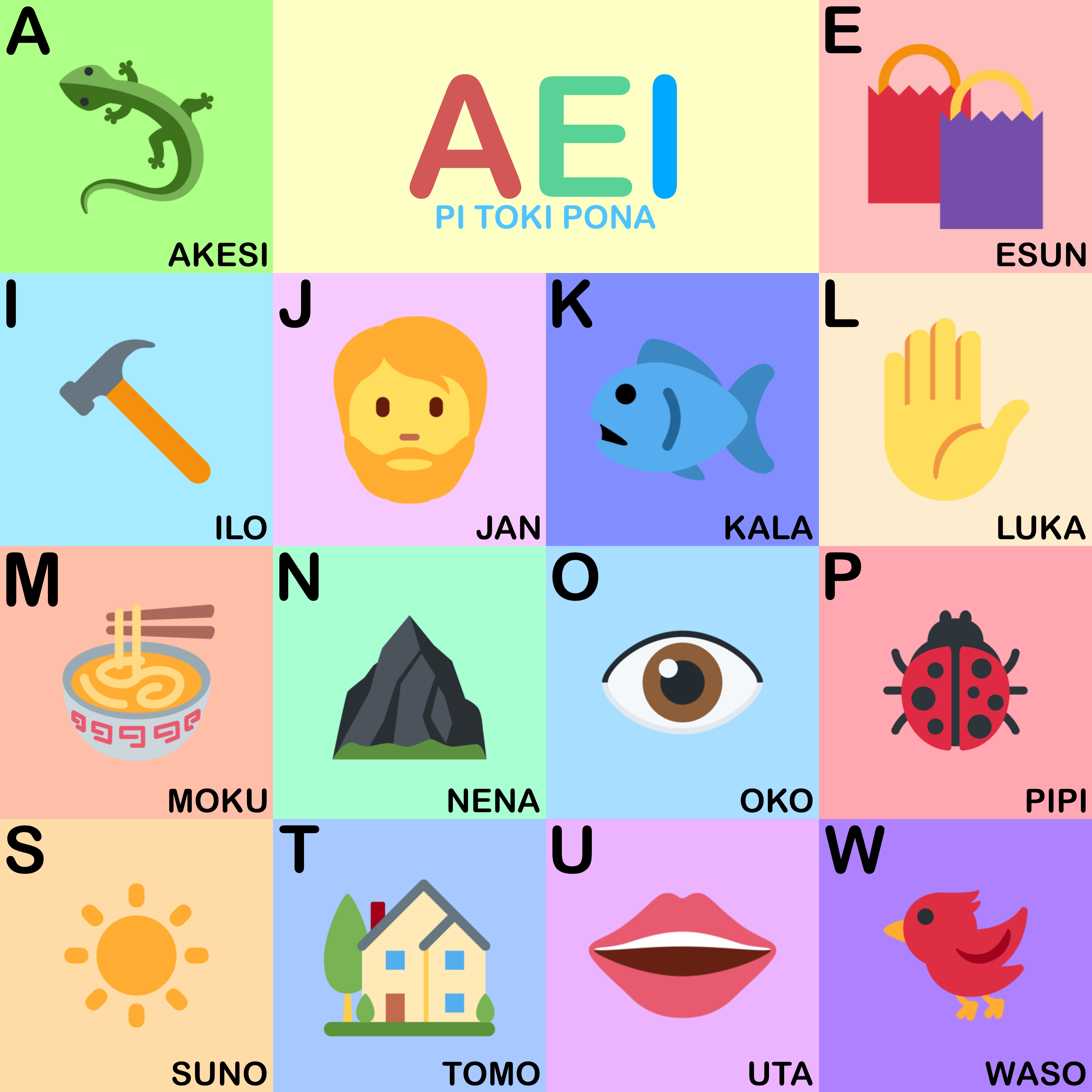
道本语字母表

道本语正字法仅使用a、e、i、j、k、l、m、n、o、p、s、t、u、w这14个拉丁字母，读法均与对应的国际音标相同。“j”的读音类似英语的“y”，元音的读音类似西班牙语、现代希腊语、现代希伯来语中对应的元音。只有专有名词的第一个字母才大写；道本语本身的词根只用小写字母书写，即使在句首也是如此。拉丁字母是最常用于书写道本语的书写系统，但它并非唯一的选择。有两种流传较广的新造语素文字是专门造来书写道本语的：和。

### sitelen pona

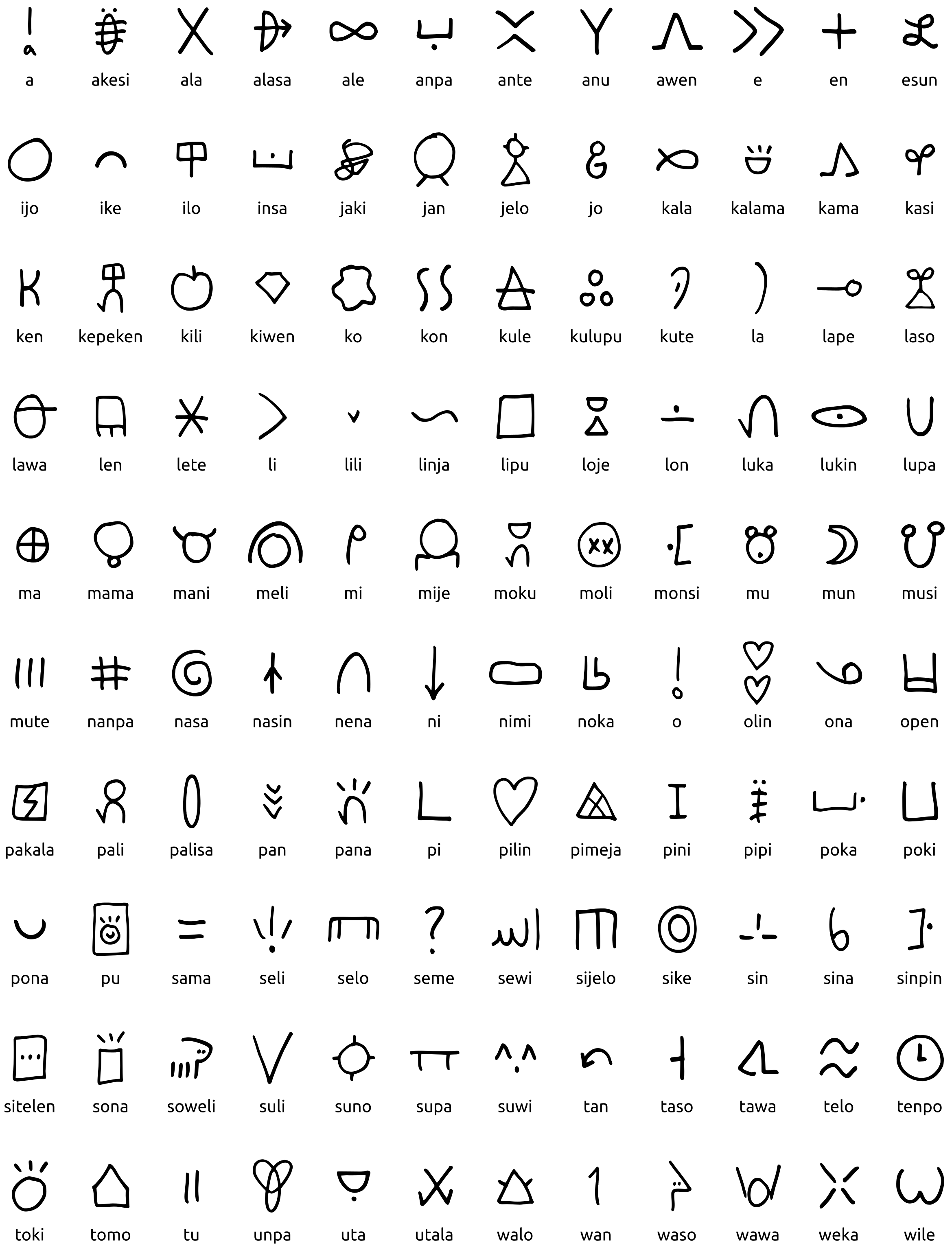
《道本语：好的语言》中的120词对应的sitelen pona

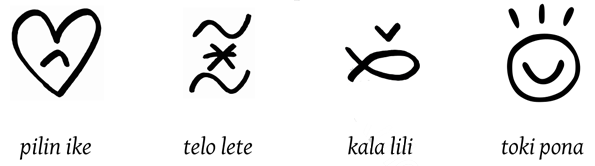
用sitelen pona书写的几个定中短语

索尼娅·朗本人设计了（好／简单的文字／图画），并于2014年在《道本语：好的语言》中首次发表这一书写系统。在中，每个道本语单词都由单个字符表示。《史密斯杂志》的一篇文章称之为“一种圣书体似的、有着曲里拐弯的线条和儿童涂鸦似的图案的文字”。专有名词写在类似象形繭的符号内；象形茧中的每个字符，都代表这个字符本来所代表的单词的第一个字母。表示单个形容词的符号可以写在其中心词的内部或者上方。道本语的标志就是通过将中的放在中构成的。
2021年8月，被提议加入UCSUR中的U+F1900..U+F1AFF区域。

### sitelen sitelen

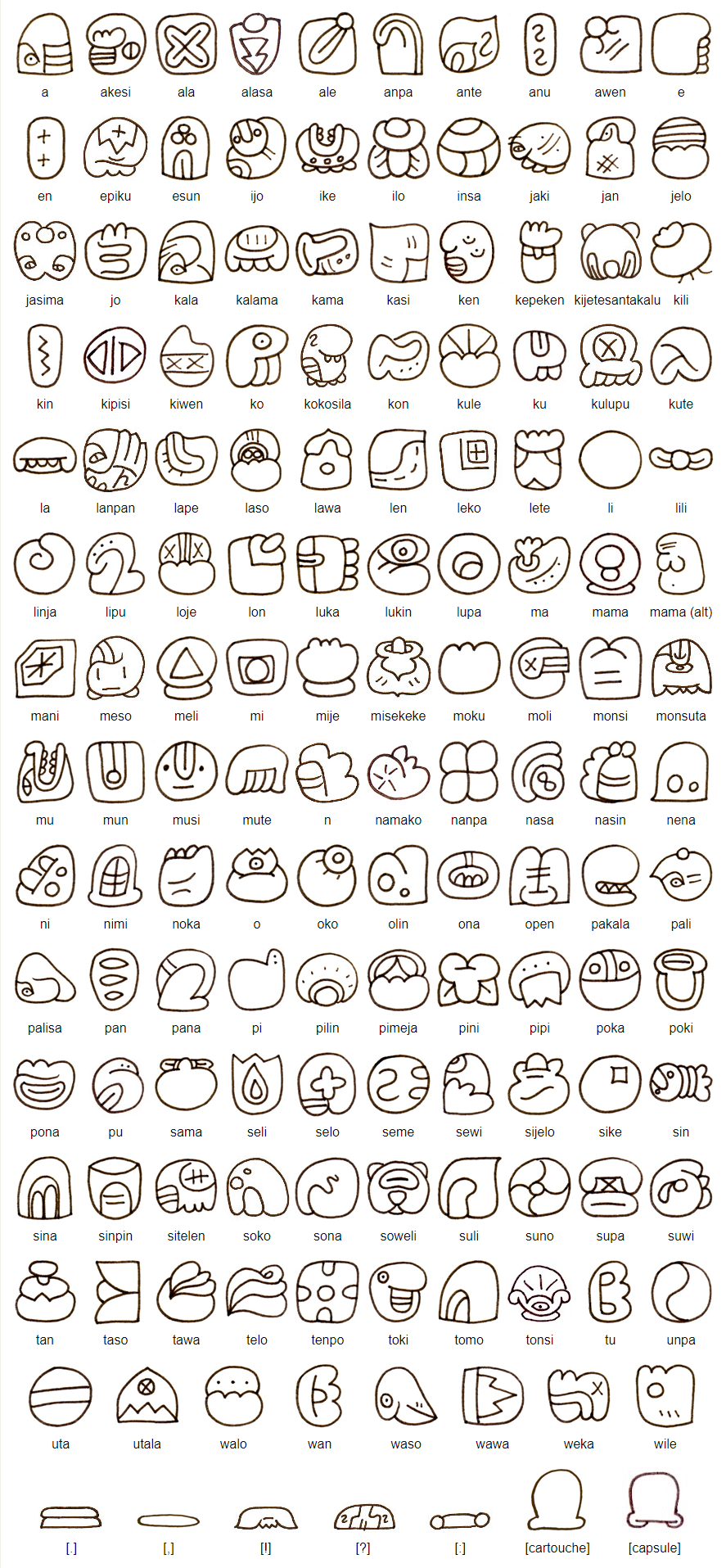
sitelen sitelen中道本语单词和标点符号的写法

（画出来的的文字／图画）书写系统是种更为复杂的非线性书写系统，又称（可爱的文字／图画），由乔纳森·盖贝尔（Jonathan Gabel）创制。它既用语素文字表示单词，又用元音附标文字拼写音节，尤其是专用名词中的音节。选用这些形状复杂的字符，是为了帮助人们放慢脚步，探索语言和交流方式如何影响思维。
的总体审美受启发于吉姆·伍德林等美國西岸的地下漫画家和肯尼·沙夫等美國東岸的塗鴉艺术家，字符的设计也受到了多种书写系统的启发，包括圣书字、汉字、线形文字B、瑪雅文字、米格马象形文字、东巴文，以及早期的异教和基督教符号。

## 道本语对应手语和luka pona

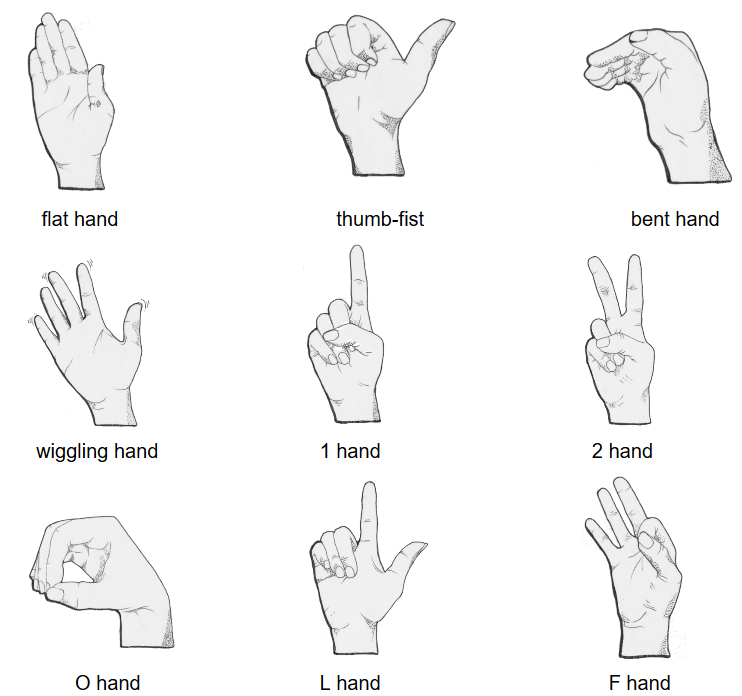
道本语对应手语和luka pona中的手势

道本语对应手语（英语：Signed Toki Pona）是道本语衍生的一种人工编码语言。每个单词、每个字母都有对应的手势，手的形状、位置、手掌方向、手指方向都是区分不同手势的要素。大部分手势只用到右手，也有的手势要用双手对称着做。道本语对应手语的句法和道本语的句法一模一样。
是种更为自然的人造手语，道本语社群用它比用道本语对应手语多。它是一种独立的语言，有自己的语法，但词汇与道本语大致平行。有很多源于自然手语的借词，也像自然手语那样使用了手语量词和手势空间；它的手势比道本语对应手语更有象似性。在《道本语词典》中，索尼娅·朗更推荐学习，而非道本语对应手语。:11

## 社群
很多世界语者知道这种语言，世界语者集会时也常常提供道本语的课程和交流小组。2007年有报道称，索尼娅·朗认为道本语讲得流利的至少有一百人，略懂的大概有几百人。麻省理工学院多次在独立活动期内教授一小时的道本语课程。
道本语主要用于网上的社交媒体、论坛和其他群组，其使用者广布多个平台。以道本语为主题的雅虎群组2002年就存在，而后在2009年搬到了phpBB网站的论坛上。道本语维基百科曾短暂存在，但它在2005年关站并转移到Fandom，2021年4月23日又从Fandom转移到独立网站。
2021年11月，电子游戏《我的世界》加入了这种语言。

## 作品

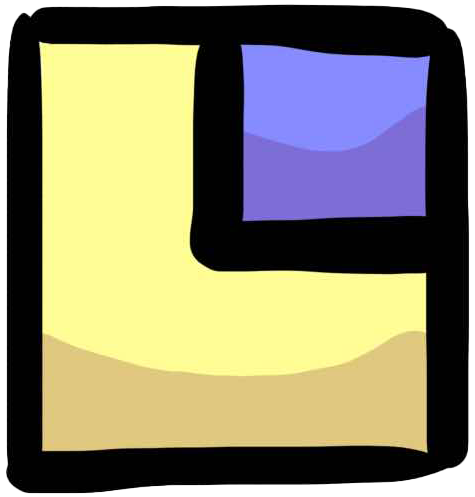
最早注册的道本语爱好者杂志《lipu tenpo》的标志

有不少用道本语撰写的作品，包括一些出版物。大部分出版物是为初学者提供的语言学习用书，比如和。也有一些道本语译著。道本语爱好者杂志（《时间之书》）2020年起就在筹办、出版，并已在英国注册。

## 例文
《主祷文》 ：

 | mama pi mi mute o, sina lon sewi kon. nimi sina li sewi. ma sina o kama. jan o pali e wile sina lon sewi kon en lon ma. o pana e moku pi tenpo suno ni tawa mi mute. o weka e pali ike mi. sama la mi weka e pali ike pi jan ante. o lawa ala e mi tawa ike. o lawa e mi tan ike. tenpo ale la sina jo e ma e wawa e pona. Amen. | 我们在天上的父， 愿人都尊祢的名为圣。 愿祢的国降临。 愿祢的旨意行在地上， 如同行在天上。 我们日用的饮食，今日赐给我们。 免我们的债，如同我们免了人的债。 不叫我们遇见试探；救我们脱离凶恶。 因为国度、权柄、荣耀，全是祢的，直到永远， 阿们。 |

sona musi lili pi ma Antateka（关于南极洲的有趣事实）：